# カリプソ (衛星)
カリプソ（Saturn XIV Calypso）は、土星の第14衛星である。テティスとほぼ同じ軌道を公転しており、テティスのラグランジュ点に存在するトロヤ衛星の一つである。

## 発見と命名
1980年3月13日に Dan Pascu、P. Kenneth Seidelmann、William A. Baum、Douglas G. Currie による地上からの観測によって発見された。発見の報告は7月31日の国際天文学連合のサーキュラーで公表され、S/1980 S 25 という仮符号が与えられた。その後の観測でも複数回検出されており、その度に S/1980 S 29、S/1980 S 30、S/1980 S 32、S/1981 S 2 という仮符号が与えられている。これらが全て同一の天体であることが報告されたのは1981年5月18日になってからである。その後1983年9月30日にギリシア神話に登場する海の女神カリプソに因んで命名され、Saturn XIV という確定番号が与えられた。

## トロヤ衛星
カリプソはテティスと同一軌道上にあり、テティスの後方にあるラグランジュ点 (L5) に存在している。このような衛星はトロヤ衛星と呼ばれる。テレストも同じくテティスのラグランジュ点に存在しており、こちらはテティスの前方のラグランジュ点 (L4) に位置している。なお、カリプソがテティスと同じ軌道にあり力学的に安定なラグランジュ点に存在することは、1981年に明らかにされた。この状態は軌道力学の観点から言うと、テティスとカリプソが 1:1 の平均運動共鳴を起こしていることを意味している。

## 物理的特徴
土星の他の小型の衛星や小惑星と同様にカリプソは不規則な形状をしており、重なった大きなクレーターを持っている。また表面の物質は緩くしか結びついていないため容易に移動することができ、このためクレーターの形状を慣らして滑らかな表面に近づく。カリプソの表面は非常に反射率が高く、可視光での幾何アルベドは 1.34 になる。この非常に明るい表面は、エンケラドゥスの南極領域から噴出してE環を形成している微小な氷の粒子が降り積もっていることが原因だと考えられている。
土星探査機カッシーニの観測により、カリプソは氷に覆われていることが判明しており、表面には地すべりの跡の様な模様が確認されている。